# USS Arizona (BB-39)
USS Arizona (BB-39) var ett amerikanskt slagskepp av Pennsylvania-klass som sjösattes 1915. Skeppet var ett av fyra skepp som sänktes den 7 december 1941 under Japans anfall mot Pearl Harbor. I anfallet dog 1 177 amerikaner ombord på Arizona. Vraket ligger fortfarande kvar på bottnen i Pearl Harbor och är sedan 1962 en minnesplats, USS Arizona Memorial. Sedan 1989 har minnesplatsen status av National Historic Landmark.

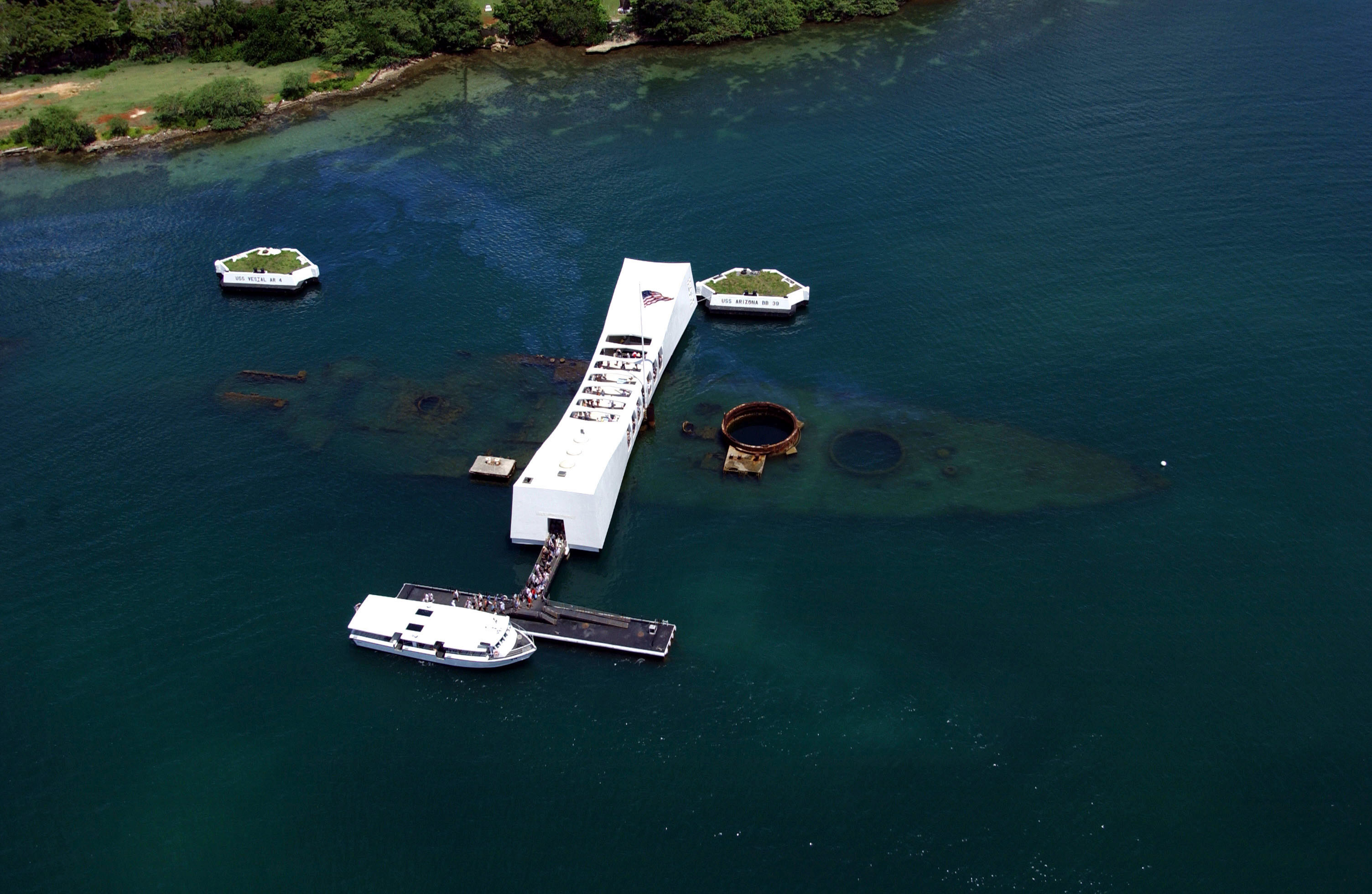
USS Arizona Memorial